# Трихоцисты
Трихоцисты — цитоплазматические органеллы, встречающиеся у некоторых протистов (инфузории-парамеции, книдоспоридии) и служащие им как органы защиты или нападения, способные «выстреливать» при механическом или химическом раздражении. Трихоцисты расположены в цитоплазме перпендикулярно поверхности тела и, как правило, имеют вид маленьких веретенообразных палочек, которые при действии механических, химических или электрических раздражителей выбрасываются наружу и принимают форму длинных нитей.
Трихоцисты у различных видов протистов имеют различную форму, а у одного вида может быть несколько типов трихоцист. Так, для инфузорий характерно наличие веретенообразных трихоцист, представляющих собой удлинённые (от 2 до 6 микрометров) белковые тельца паракристаллической структуры, снабжённые плотным остриём и предназначенные для защиты: при выстреливании они способны вытягиваться в нить с остриём на конце, длина которой составляет от 20 до 60 микрометров. У инфузорий имеются также мукоцисты (протрихоцисты), не имеющие острия и принимающие при выстреливании форму разбухшего студенистого вещества, имеющего сетчатую структуру, рабдоцисты — целиком выталкиваемые наружу палочковидные трихоцисты; ядовитые и предназначенные исключительно для нападения токсицисты, состоящие из длинной капсулы с прямой трубкой, которая ввёрнута внутрь и при атаке, выстреливая, выворачивается наружу; мелкие экструсомы на концах щупалец под названием гаптоцисты, которые состоят из короткой трубки и ампулы; книдоцисты (ранее назывались стрекательными капсулами) — трихоцисты с закрученной внутри трубчатой нитью, имеющие сферическую или овальную форму и выворачивающиеся при раздражении.
У жгутиконосцев токсицисты, характерные для хищных инфузорий, рабдоцисты и гаптоцисты отсутствуют, но зато имеются тениоболоцисты, представляющие собой белковую ленту, как будто свёрнутую в рулон, которая при раздражении выворачивается. Книдоцисты книдоспоридий (так называемые полярные капсулы), присущие спорам, при выстреливании обеспечивают прикрепление спор к организму хозяина.